# Heyuan

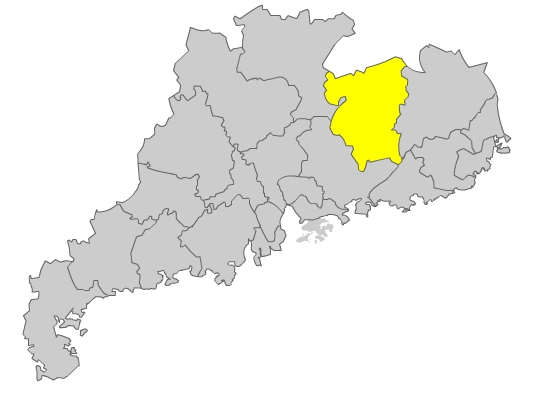
Lage von Heyuan in der Provinz Guangdong

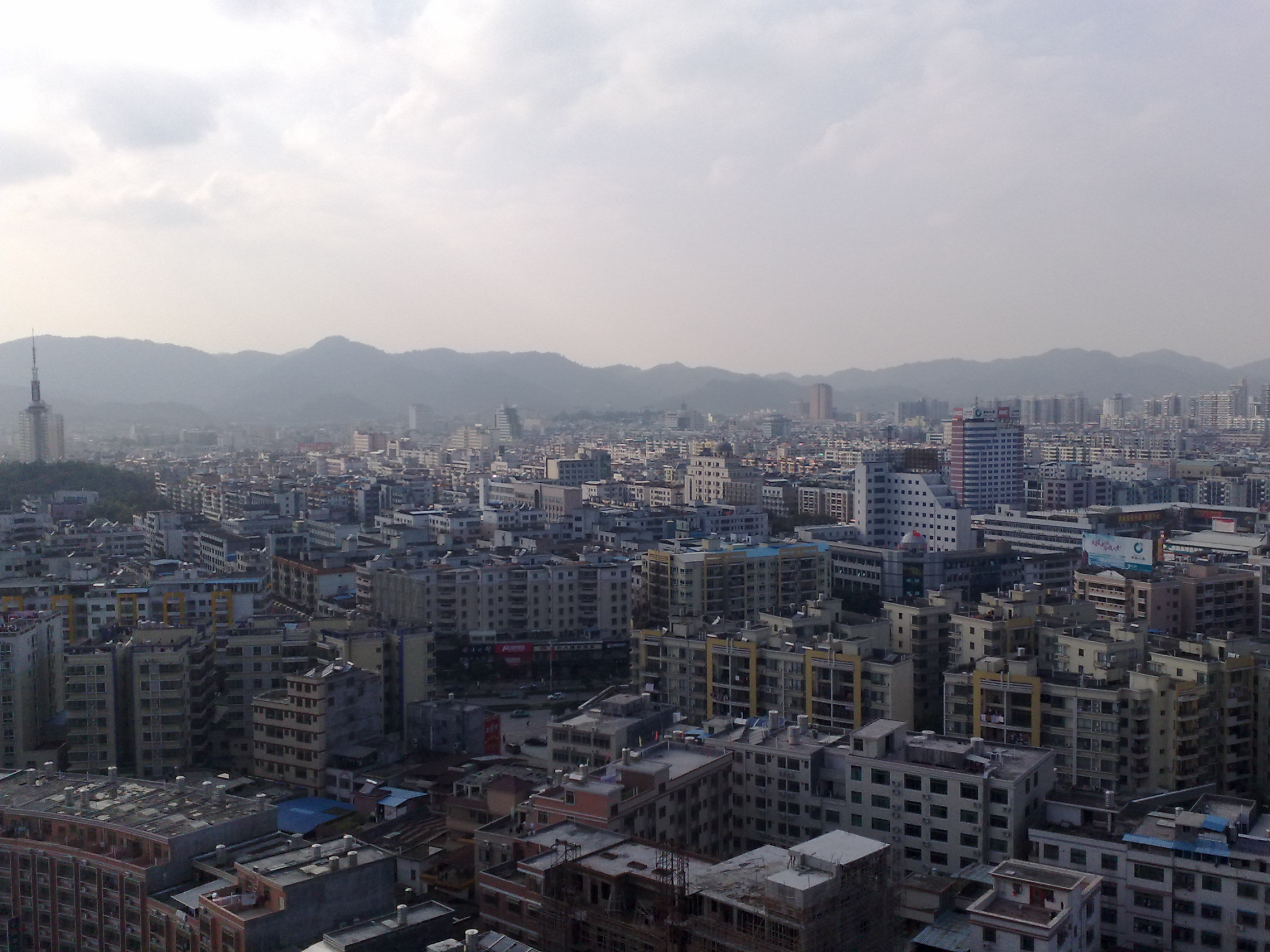
Heyuan

Heyuan (chinesisch 河源市, Pinyin Héyuán Shì) ist eine bezirksfreie Stadt in der Provinz Guangdong im Südosten der Volksrepublik China. Sie hat eine Fläche von 15.654 km² und 2.837.686 Einwohner (Stand: Zensus 2020).
Die in Heyuan gelegene 	Guifeng-Pagode (Guifeng ta, 龟峰塔) steht seit 2006 auf der Liste der Denkmäler der Volksrepublik China (6-680).
Im Heyuan-Museum befindet sich die weltgrößte Sammlung an Dinosauriereiern. Die mehr als 10.000 Eier und Eierfragmente stammen aus der Oberkreidezeit.

## Administrative Gliederung
Die Stadt Heyuan setzt sich aus einem Stadtbezirk und fünf Kreisen zusammen (Stand: Zensus 2020):
- Stadtbezirk Yuancheng (源城区), 361,5 km², 703.607 Einwohner;
- Kreis Zijin (紫金县), 3.635 km², 551.095 Einwohner;
- Kreis Longchuan (龙川县), 3.081 km², 595.471 Einwohner;
- Kreis Lianping (连平县), 2.275 km², 285.224 Einwohner;
- Kreis Heping (和平县), 2.291 km², 353.903 Einwohner;
- Kreis Dongyuan (东源县), 4.009 km², 348.386 Einwohner.

## Personen
- Xiao Yang (1938–2019), chinesischer Richter und Politiker